# Hermann Glauert
Hermann Glauert (né le 4 octobre 1892 à Sheffield et mort accidentellement le 6 août 1934 à Farnborough) est un ingénieur aéronautique britannique.

## Biographie
Après ses études secondaires au collège King Edward VII à Sheffield, Hermann Glauert étudie au Trinity College (Cambridge) jusqu'en 1915. Il entre au Royal Aircraft Establishment à Farnborough en 1916 où il devient directeur du département d'aérodynamique,.
Il a travaillé sur les domaines suivants : performances des avions, aérodynamique théorique, propulsion (hélices), autogyres et hélicoptères. Il est connu pour la transformation de Prandtl-Glauert.

## Distinctions
- Fellow of the Royal Society en 1931.

## Ouvrages
- (en) H. Glauert, The Elements of Aerofoil and Airscrew Theory, Cambridge University Press, 1926